# Pieter Johannes de Booijs
Pieter Johannes de Booijs (Amsterdam, 3 oktober 1898 – Groessen, 31 augustus 2003) was een Nederlands fotograaf en verzetsstrijder tijdens de Tweede Wereldoorlog.
De Booijs was fotograaf te Arnhem en had daar een studio en fotowinkel sinds 1933. Hij had in 1932 een fotografiecursus gevolgd aan de fotovakschool van Berlijn.
Een week na de mislukte bevrijdingsoperatie "Market Garden" van de geallieerden in 1944 werden de Arnhemse inwoners op last van de Duitsers geëvacueerd. Het plunderen van de huizen door de bezetters begon al snel. De Booijs werd gevraagd door de fotografenverzetsgroep De Ondergedoken Camera of hij dit wilde fotograferen als later bewijs.
De Booijs had via het verzet een 'Ausweis', compleet met een armband van de Technische Nooddienst en een verklaring dat hij voor de waterleiding werkzaam was, geregeld en kon zich zo vrijelijk bewegen in de stad en de verschrikkingen van de laatste oorlogsjaren vastleggen op negen fotorolletjes en zo'n driehonderd foto's. Met gevaar voor eigen leven wist hij alle facetten van de Duitse bezetting vast te leggen.
Na de oorlog maakte De Booijs foto's van de bevrijding en wederopbouw. Speciaal waren daarbij zijn impromptu opnamen van kinderen tussen 1945 en 1950 spelend op fietsjes, in de tuin, en elders in een omgeving vlak na de bevrijding. Het betrof hier meestal foto-opdrachten van de ouders, omdat toentertijd slechts weinigen een eigen camera bezaten. De Booijs reisde op de fiets met een grote koffer met fotolampen naar de klanten toe en fotografeerde de kinderen in wisselende situaties. Ook nam De Booijs opdrachten van bedrijven en instellingen aan.
De winkel van De Booijs, op de hoek van de Jansplaats en Grote Oord in Arnhem, bleef bestaan tot 1983, lang nadat hij zelf al met pensioen was gegaan, voortgezet door zijn zoon.
De Booijs overleed in 2003 op de leeftijd van 104 jaar.